# Marcin Polak (artysta)
Marcin Polak (ur. 1973) – polski artysta i działacz społeczny.

## Życiorys
Marcin Polak jest absolwentem fotografii w Państwowej Wyższej Szkole Filmowej, Telewizyjnej i Teatralnej im. L. Schillera w Łodzi. Jest autorem projektów artystycznych poruszających tematykę społeczną i polityczną. Usiłuje w swoich działaniach inicjować dialog społeczeństwa, instytucji i elit. Część z jego działań inicjuje rewitalizację przestrzeni miejskiej Łodzi, niektóre zaś odnoszą się do polityki kulturalnej i sytuacji materialnej artystów. Jest założycielem i redaktorem portalu Miej Miejsce o charakterze miejskim, artystycznym i kulturalnym, a także współprowadzi wraz z Łukaszem Ogórkiem i Tomaszem Załuskim Galerię Czynną, w ramach której organizowane są kilkudniowe wystawy sztuki w różnych lokalizacjach – pustostanach, lokalach po second handach itp. Wraz z Martą Pszoniak prowadził „Świetlice Artystyczne”, w ramach której organizowano warsztaty dla dzieci prowadzone przez artystów. Jest stypendystą Ministerstwa Kultury i Dziedzictwa Narodowego.

## Realizacje
- „Przesunięcie” (2006) – inicjatywa polegająca na sfotografowaniu zaniedbanych przestrzeni w centrum Łodzi, w których widnieją antysemickie symbole i hasła. Zdjęcia te artysta wywiesił pod bilbordami kandydatów w wyborach samorządowych[4].
- „Ratujmy Łódzkie Murale” (od czerwca 2007) – inicjatywa polegająca na ochronie i promocji murali wielkoformatowych z czasów powojennych w Łodzi, w ramach których odbywały się wycieczki szlakiem murali[1],
- „Prezydentowi oraz władzom miasta Łodzi za zmarnowaną szansę na Euro 2012 – Łodzianie” (2007) – inicjatywa polegająca na wystawieniu pomnika prezydentowi Łodzi – Jerzemu Kropiwnickiemu, będąca reakcją na liczne pomniki i rzeźby wystawiane w Łodzi podczas jego kadencji. Marcin Polak ustawił w 2 miejscach w Łodzi głaz z tablicą upamiętniającą fakt, iż Łódź nie uzyskała możliwości współorganizacji rozgrywek podczas Euro 2012[4],
- „Lipowa OdNowa” (od lipca 2008) – projekt związany z działaniami skoncentrowanymi przy ulicy Lipowej w Łodzi, obejmujący pikniki, warsztaty, tworzenie murali, projekty artystyczne, przedstawienia teatralne oraz tworzenie terenów zieleni zorganizowany przy współpracy ze szkołami, świetlicami środowiskowymi oraz Towarzystwem Przyjaciół Dzieci[1],
- „Punkt dla Łodzi” (od kwietnia 2009) – Polak jest współinicjatorem plebiscytu wyróżniających działania, inicjatywy i inwestycje wpływające pozytywnie na wygląd Łodzi. W ramach plebiscytu wyróżniane są m.in. lokale gastronomiczne, przestrzenie miejskie, wydarzenia kulturalne oraz osoby[1],
- „Sąsiedzi” (2009)[4] – projekt współorganizowany wraz z Muzeum Sztuki w Łodzi mający na celu angażowanie społeczności lokalnych w działania artystyczne[1],
- „Wąsolidarność” (2009)[1] – inicjatywa zrealizowana w ramach projektu „My” zachęcająca do zapuszczenia wąsów z okazji 4-go czerwca, w 20-tą rocznicę pierwszych częściowo wolnych wyborów, w celu oddania czci Lechowi Wałęsie i „Solidarności”[1],
- „Lipowa Reaktywacja” (od marca 2010) – kontynuacja i rozwinięcie działań w ramach projektu „Lipowa OdNowa”, obejmujący warsztaty, pikniki oraz tworzenie murali[1],
- „Miej Miejsce” (od czerwca 2010) – inicjatywa współorganizowana w Fundacją Urban Forms stanowiąca cykl akcji dotyczących różnych miejsc w przestrzeni miejskiej, skupiającej się na problemie zaniedbanych przestrzeni, takich jak m.in.: „Festiwal Błota” (skwer przed Pałacem Poznańskiego), „Gramurek i 100 Metrów Projektów” (Plac Komuny Paryskiej), „Będzie Świetlnie” (skwer przy ul. Wólczańskiej)[1],
- „Zawód artysty” (2011–2018)[5]- ekspozycja w Galerii Wschodniej połączona z dyskusjami panelowymi, skupiająca elementy z życia zawodowego artystów, związana z pozaartystycznymi ich zawodami[1]
- „Opera Dworcowa” (2011)[4] – inicjatywa współorganizowana z Atlasem Sztuki, polegająca na wygłaszaniu przez interkom w ostatnich dniach działania Dworca Łódź Fabryczna komunikatów za pomocą głosów solistów Teatru Wielkiego w Łodzi: Doroty Wójcik i Przemysława Reznera[1], ogłaszali oni śpiewem komunikaty odjazdów i przyjazdów pociągów[4],
- „Szwedy to trują papierosami” – inicjatywa polegająca na reakcji wobec antysemityzmu i bezmyślne obwinianie o wszystko Żydów. Fotografie Polaka przedstawiały łódzkie mury, na których można przeczytać napisy: „Zobacz to jak zniszczył Polskę. Wałęsa to Szwed!”, „Nie głosuj, to Szwedy!”, „Pracownik niewolnik, pracodawca Szwed ukradł” itp.[4],
- „MieszkaNIE” (2012) – inicjatywa zrealizowana podczas Łódź Design Festival, w ramach której Galerię Wschodnią wraz z innymi artystami przearanżował na luksusowe i designerskie mieszkanie, uświadamiając Adamowi Klimczakowi, właścicielowi galerii, znajdującej się w jego mieszkaniu, czego rezygnuje poświęcając lokal na działania artystyczne[4],
- „Kilkanaście osób – kilkanaście historii” – projekt zrealizowany wraz z bezdomnymi na obszarze noclegowni w Lublinie. Artysta zebrał historie opowiedziane przez bezdomnych i przedstawił je wraz z nimi i Teatrem Chorea[4],
- „Pozdrowienia z Polski” – artysta postanowił zweryfikować przysłowie „Polak Węgier dwa bratanki”, uznając, że dla Węgrów Polska jest krajem egzotycznym. Polak umieścił w Budapeszcie bilbordy z autentycznymi zdjęciami polskiego krajobrazu z palmami i węgierskim napisem „Pozdrowienia z Polski” oraz roznosił pocztówki z takimi samymi motywami[4].

## Odznaczenia
- Odznaka honorowa „Zasłużony dla Kultury Polskiej”[3][6]